# Michael Heath
Michael Steward „Mike” Heath (ur. 9 kwietnia 1964 w McAllen), amerykański pływak. Wielokrotny medalista olimpijski z Los Angeles.
Specjalizował się w stylu dowolnym. Zawody w 1984 były jego jedynymi igrzyskami olimpijskimi. Indywidualnie drugi na 200 m kraulem, triumfował w dwóch sztafetach kraulowych. Płynął również w eliminacjach sztafety 4 × 100 m  stylem zmiennym. Amerykanie, w zmienionym składzie, zwyciężyli w finale. Był medalistą mistrzostw Pacyfiku w 1985. Studiował na University of Florida, był mistrzem NCAA.